# Mercurio Loi
Mercurio Loi est une série de bande dessinée italienne (ou Fumetti) policière et historique publiée mensuellement en Italie depuis 2017 par Sergio Bonelli Editore. Elle est écrite par Alessandro Bilotta et Matteo Mosca,. Elle met en scène le personnage homonyme Mercurio Loi, un éminent professeur, et son assistant Ottone De Angelis, qui s’intéressent aux mystères nombreux de leur ville, la Rome du XIXe siècle.

## Synopsis
Mercurio Loi est un professeur à l'université de la Rome papale du XIXe siècle qui s'intéresse aux nombreux mystères et complots qui parsèment sa cité.

## Personnages
Mercurio est entouré d'une série de personnages rivalisant d'esprit, alliés comme ennemis:

### Amis et Alliés
- Ottone De Angelis: assistant et étudiant du Professeur Loi. C'est un jeune homme ombrageux, toujours à la recherche de réponses qu'il ne trouve pas. Cet étudiant à l'université que Mercure a pris sous son aile est fasciné par les appels de la rébellion au pouvoir établi. Il adhère au carbonarisme et réalise un meurtre qui touchera la mauvaise personne., l'accablant de remords.
- Léon (Leone en italien): domestique dans la maison du professeur. À l'origine un employé qui obtenait parfois de l'argent grâce au vol et au recel. Après avoir découvert ses actions et son désir de rédemption, Mercurio l'accueille à son service à la place du vieux serviteur tué par Tarcisio.
- Colonel Belforte: officier des carabiniers de l'état pontifical. Une confrontation avec Il Contrappasso l'ayant rendu muet, il s'exprime désormais par écrit. Son silence le rend plus réfléchi qu'il ne l'était autrefois.
- Adelchi: le barbier de Mercurio Loi et son homme de confiance. Dans ses moments de plus grand doute et de difficulté, Adelchi est capable de clarifier les ruminations du professeur, à travers une sagesse innée. Une certaine maîtrise de l'art du rasage contribue à mettre ces derniers de bonne humeur, comme si l'ordre extérieur et l'ordre de la pensée devenaient un.
- Galatea: une enfant prodige aux capacités intellectuelles supérieures à celles du professeur Mercurio Loi lui-même. Elle est à la tête de l'organisation Sciarada, dont le même professeur est membre, dans le but d'exposer tous les mystères et conspirations qui prennent racine dans la Rome de l'époque.
- Camillo Scaccia: ancien mentor et enseignant de Mercurio, a maintenant un nouvel étudiant. Le professeur Scaccia ne semble pas se résigner à la vieillesse qui fait s'estomper les gloires passées.

### Ennemis
- Tarcisio Spada: ennemi juré de Mercurio Loi et autrefois son élève. Tarcisio a un niveau d'intelligence qui le conduit à défier son ancien maître sur son plan. Il a endommagé ses propres capacités mentales en manipulant des substances hallucinogènes, son arme de prédilection. Il est souvent la proie d'hallucinations qui en font une victime de ses peurs, Mercurio souffrant par sa faute du même problème.
- L'Infelice (Le malheureux): les Français l'ont défiguré et lui ont fait perdre tout sentiment pendant l'occupation. Maintenant, il voit le malheur comme le seul moyen d'atteindre la vérité. Pour que tout puisse partager le même éveil que lui, il conçoit désormais des plans pour répandre le malheur parmi tous les hommes.
- Il Contrappasso (Le Contrepoint): une sorte de vengeur avec un visage couvert. Il porte un casque sur lequel ses victimes, mises devant lui, sont forcées de se regarder. Il Contrapasso venge les injustices en remboursant le malheureux de la même monnaie.
- L'hypnotiseur: un personnage mystérieux qui soumet Mercure et Otto à un jeu tel que dans l'épisode 6 "Une promenade autour de Rome", les deux pourraient retracer les mêmes événements dans une boucle infinie sans avoir de souvenirs.

### Autres
- Pasquino: figure de la tradition populaire romaine, se personnage encapuchonné erre dans la Rome papale, apposant sur les murs ses rimes critiquant le pouvoir temporel de l'Église. C'est une figure qui fascine Mercure.

## Distinctions
- 2018 : Prix Micheluzzi de la meilleure série réaliste ; prix Micheluzzi du meilleur scénariste pour Alessandro Bilotta
- 2018 : Prix Micheluzzi de la meilleure série réaliste

### Pages connexes
- Fumetti